# Maxmilián Josef Bavorský
Maxmilián Josef (Maximilian Herzog in Bayern, též Maxmilián Josef Bavorský; 4. prosince 1808, Bamberk – 15. listopadu 1888, Mnichov) byl bavorský vévoda z vedlejší falcké rodové linie Wittelsbachů z Birkenfeldu-Zweibrückenu, jehož titul formálně zněl vévoda v Bavorsku (nikoli tedy vévoda Bavorský „von Bayern“, ale „in Bayern“). Od roku 1845 užívali členové této větve oslovení „královské Výsosti“. Otec císařovny Alžběty, zvané Sisi, a Helene Bavorské, zvané Nené.

## Původ
Šlo o syna bavorského vévody Pia Augusta a jeho ženy Amálie Luisy, princezny a vévodkyně z Arenbergu.

## Život
Jeho výchovy se finančně ujal bavorský král Maxmilián I. Josef. V roce 1817 nastoupil Max do mnichovského Královského výchovného ústavu pro studující, kde se v něm probudil velký zájem o literaturu – sám se začal v průběhu studia věnovat literární činnosti. Od roku 1825 navštěvoval přednášky na univerzitě v Landshutu a v Mnichově. V té době se stal Max také majitelem 9. řadového pěšího pluku.
V roce 1828 se oženil se sestřenicí svého otce Ludovikou Vilemínou, dcerou krále Maxmiliána I. Josefa. Tento sňatek byl dohodnut již v době, kdy byli budoucí novomanželé ještě dětmi. Max a Ludovika Vilemína spolu nakonec měli devět dětí, z nichž do historie nejvýrazněji zasáhla jejich dcera Alžběta, manželka císaře Františka Josefa I. Jejich manželství bylo ale po celou dobu nešťastné. Max měl řadu milenek a nebyl vůbec rodinný typ. Svým nemanželským dětem často věnoval větší pozornost než dětem manželským. Navíc z tehdejšího hlediska byl podivín – etiketa mu moc neříkala, rád se oblékal do lidového kroje a udržoval styk s prostými lidmi a měšťany, což mu jeho příbuzní nemohli odpustit. Ve svém oblíbeném paláci v Possenhofenu kolem sebe shromažďoval umělce a vědce, sám psal pod pseudonymem Phantasus básně, novely a dramata. Byl považován za veselého kumpána – rád dobře jedl a pil a na hostinách pro přátele nešetřil. Založil „stolní společnost“, jejíž smysl spočíval v tom, že v roli krále Artuše předsedal svým čtrnácti přátelům a vzájemně soutěžili v tom, kdo víc sní a vypije, případně kdo uloví víc zvěře na honu. V roce 1845 vstoupil do společnosti Stará Anglie, která měla za úkol pečovat o družnost a humor. Byl také velkým znalcem a podporovatelem bavorské lidové hudby a údajně velmi dobře hrál na citeru. Právě jeho družnost a nenucené užívání radovánek stálo v cestě spokojenému manželství – jeho žena uvažovala vždy spíše prakticky a střízlivě.
V červnu roku 1888 ho postihl první záchvat mrtvice. Na následky dalšího záchvatu zemřel 15. listopadu 1888.

## Potomci

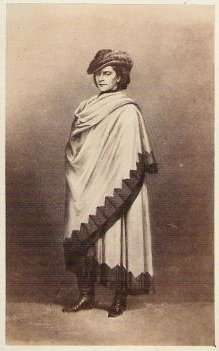
Maxmiliánova dcera a královna obojí Sicílie Marie, hrdinka z Gaety

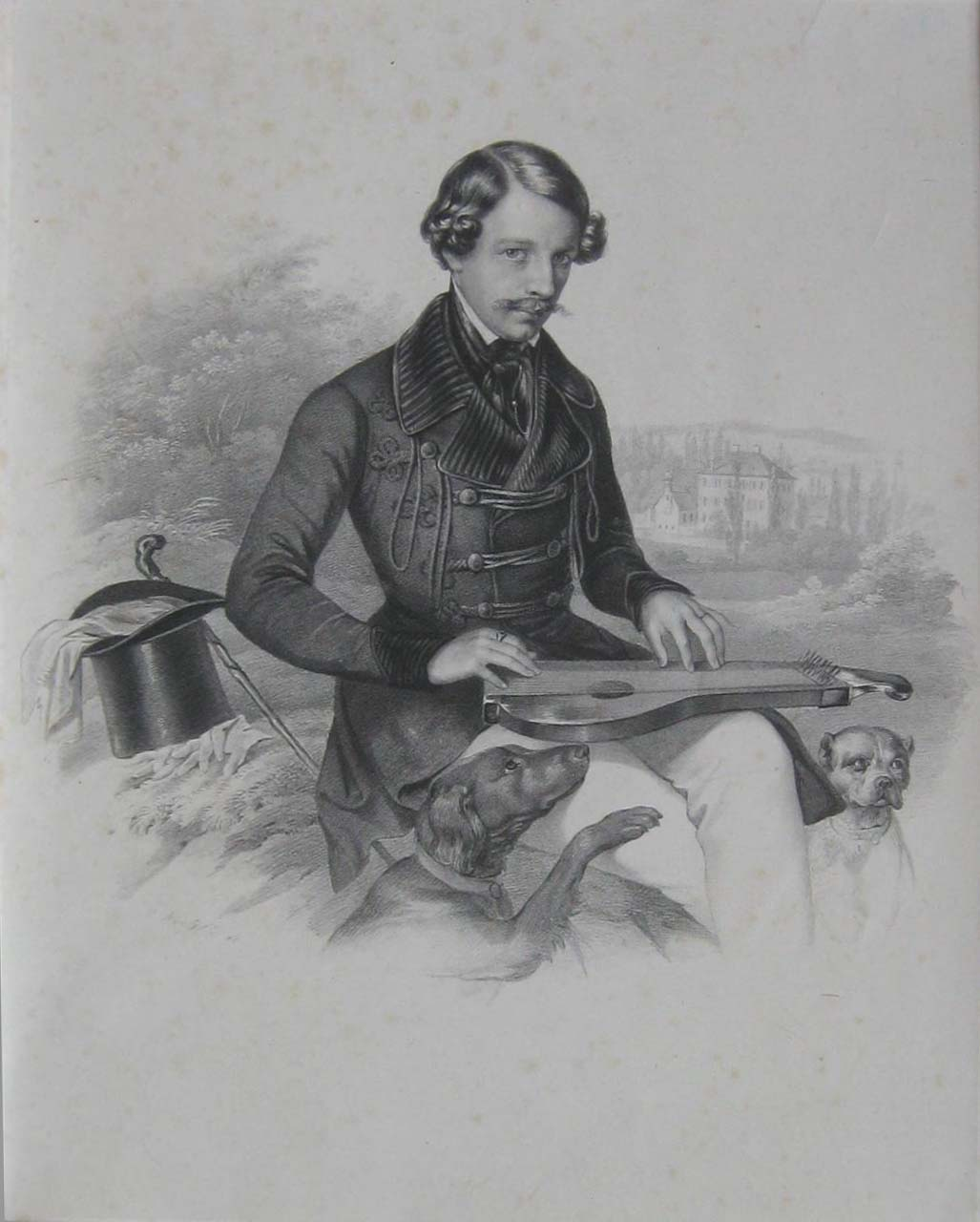
vévoda Maxmilián Josef

V roce 1828 se oženil s nejmladší dcerou bavorského krále Maxmiliána I. Josefa, Ludovikou a měl s ní devět dětí:
- Ludvík Vilém (21. června 1831 – 6. listopadu 1920), bavorský vévoda,

⚭ 1859 Jindřiška Mendlová (31. července 1833 – 12. listopadu 1891), později svobodná paní z Wallersee
⚭ 1892 Antonie Barthová (25. října 1871 – 23. května 1956), morganatické manželství, rozvedli se v roce 1913
- Vilém Karel (24. prosince 1832 – 13. února 1833)
- Helena (4. dubna 1834 – 16. května 1890), ⚭ 1858 kníže Maxmilián Antonín z Thurnu a Taxisu (28. září 1831 – 26. června 1867)
- Alžběta (24. prosince 1837 – 10. září 1898), ⚭1854 František Josef I. (18. srpna 1830 – 21. listopadu 1916), Císař rakouský, apoštolský král uherský, král český atd.
- Karel Teodor (9. srpna 1839 – 30. listopadu 1909)

⚭ 1865 Žofie Saská (15. března 1845 – 9. března 1867)
⚭ 1874 Marie Josefa Portugalská (19. března 1857 – 11. března 1943)
- Marie (4. října 1841 – 19. ledna 1925), ⚭ 1859 František II. (16. ledna 1836 – 27. prosince 1894), král obojí Sicílie v letech 1859–1861
- Matylda (30. září 1843 – 18. června 1925), ⚭ 1861 Ludvík Maria Bourbonsko-Sicilský (1. srpna 1838 – 8. června 1886), hrabě z Trani
- Žofie (23. února 1847 – 4. května 1897), ⚭ 1868 Ferdinand z Alençonu (12. července 1844 – 29. června 1910), vévoda z Alençonu
- Maxmilián Emanuel (7. prosince 1849 – 12. června 1893), ⚭ 1875 Amálie Sasko-Coburská (23. října 1848 – 6. května 1894)

## Vývod z předků
|                          |                                       |  |                           |                                     |  |  |  |  |  |  |  | Jan Karel Falcko-Gelnhausenský |
|                          |                                       |  |                           |                                     |  |  |  |  |  |  |  |                                |
|                          | Jan Falcko-Gelnhausenský              |  |                           |                                     |  |  |  |  |  |  |  |                                |
|                          |                                       |  |                           |                                     |  |  |  |  |  |  |  |                                |
|                          |                                       |  |                           | Ester Marie von Witzleben           |  |  |  |  |  |  |  |                                |
|                          |                                       |  |                           |                                     |  |  |  |  |  |  |  |                                |
|                          | Vilém Bavorský                        |  |                           |                                     |  |  |  |  |  |  |  |                                |
|                          |                                       |  |                           |                                     |  |  |  |  |  |  |  |                                |
|                          |                                       |  |                           | Karel Salm-Dhaunský                 |  |  |  |  |  |  |  |                                |
|                          |                                       |  |                           |                                     |  |  |  |  |  |  |  |                                |
|                          | Žofie Šarlota Salm-Dhaunská           |  |                           |                                     |  |  |  |  |  |  |  |                                |
|                          |                                       |  |                           |                                     |  |  |  |  |  |  |  |                                |
|                          |                                       |  |                           | Luisa Nasavsko-Ottweilerská         |  |  |  |  |  |  |  |                                |
|                          |                                       |  |                           |                                     |  |  |  |  |  |  |  |                                |
|                          | Pius Augustus Bavorský                |  |                           |                                     |  |  |  |  |  |  |  |                                |
|                          |                                       |  |                           |                                     |  |  |  |  |  |  |  |                                |
|                          |                                       |  |                           | Kristián III. Falcko-Zweibrückenský |  |  |  |  |  |  |  |                                |
|                          |                                       |  |                           |                                     |  |  |  |  |  |  |  |                                |
|                          | Fridrich Michal Falcko-Zweibrückenský |  |                           |                                     |  |  |  |  |  |  |  |                                |
|                          |                                       |  |                           |                                     |  |  |  |  |  |  |  |                                |
|                          |                                       |  |                           | Karolína Nasavsko-Saarbrückenská    |  |  |  |  |  |  |  |                                |
|                          |                                       |  |                           |                                     |  |  |  |  |  |  |  |                                |
|                          | Maria Anna Falcko-Zweibrückenská      |  |                           |                                     |  |  |  |  |  |  |  |                                |
|                          |                                       |  |                           |                                     |  |  |  |  |  |  |  |                                |
|                          |                                       |  |                           | Josef Karel Falcko-Sulzbašský       |  |  |  |  |  |  |  |                                |
|                          |                                       |  |                           |                                     |  |  |  |  |  |  |  |                                |
|                          | Marie Františka Falcko-Sulzbašská     |  |                           |                                     |  |  |  |  |  |  |  |                                |
|                          |                                       |  |                           |                                     |  |  |  |  |  |  |  |                                |
|                          |                                       |  |                           | Alžběta Augusta Falcko-Neuburská    |  |  |  |  |  |  |  |                                |
|                          |                                       |  |                           |                                     |  |  |  |  |  |  |  |                                |
| Maxmilián Josef Bavorský |                                       |  |                           |                                     |  |  |  |  |  |  |  |                                |
|                          |                                       |  |                           |                                     |  |  |  |  |  |  |  |                                |
|                          |                                       |  | Leopold Filip z Arenbergu |                                     |  |  |  |  |  |  |  |                                |
|                          |                                       |  |                           |                                     |  |  |  |  |  |  |  |                                |
|                          | Karel Maria Raimund z Arenbergu       |  |                           |                                     |  |  |  |  |  |  |  |                                |
|                          |                                       |  |                           |                                     |  |  |  |  |  |  |  |                                |
|                          |                                       |  |                           | Maria Francesca Pignatelli          |  |  |  |  |  |  |  |                                |
|                          |                                       |  |                           |                                     |  |  |  |  |  |  |  |                                |
|                          | Ludvík z Arenbergu                    |  |                           |                                     |  |  |  |  |  |  |  |                                |
|                          |                                       |  |                           |                                     |  |  |  |  |  |  |  |                                |
|                          |                                       |  |                           | Louis Engelbert de La Marck         |  |  |  |  |  |  |  |                                |
|                          |                                       |  |                           |                                     |  |  |  |  |  |  |  |                                |
|                          | Louise-Marguerite de la Marck         |  |                           |                                     |  |  |  |  |  |  |  |                                |
|                          |                                       |  |                           |                                     |  |  |  |  |  |  |  |                                |
|                          |                                       |  |                           | Marie Anne de Visdelou              |  |  |  |  |  |  |  |                                |
|                          |                                       |  |                           |                                     |  |  |  |  |  |  |  |                                |
|                          | Amálie Luisa Arenberková              |  |                           |                                     |  |  |  |  |  |  |  |                                |
|                          |                                       |  |                           |                                     |  |  |  |  |  |  |  |                                |
|                          |                                       |  |                           | Louis de Mailly                     |  |  |  |  |  |  |  |                                |
|                          |                                       |  |                           |                                     |  |  |  |  |  |  |  |                                |
|                          | Louis Joseph de Mailly                |  |                           |                                     |  |  |  |  |  |  |  |                                |
|                          |                                       |  |                           |                                     |  |  |  |  |  |  |  |                                |
|                          |                                       |  |                           | Anna de Melun                       |  |  |  |  |  |  |  |                                |
|                          |                                       |  |                           |                                     |  |  |  |  |  |  |  |                                |
|                          | Marie Adélaïde Julie de Mailly        |  |                           |                                     |  |  |  |  |  |  |  |                                |
|                          |                                       |  |                           |                                     |  |  |  |  |  |  |  |                                |
|                          |                                       |  |                           | Emmanuel d'Hautefort                |  |  |  |  |  |  |  |                                |
|                          |                                       |  |                           |                                     |  |  |  |  |  |  |  |                                |
|                          | Adélaïde Julie d'Hautefort            |  |                           |                                     |  |  |  |  |  |  |  |                                |
|                          |                                       |  |                           |                                     |  |  |  |  |  |  |  |                                |
|                          |                                       |  |                           | Françoise-Claire d'Harcourt         |  |  |  |  |  |  |  |                                |
|                          |                                       |  |                           |                                     |  |  |  |  |  |  |  |                                |